# Insming
Insming és un municipi francès, situat al departament del Mosel·la i a la regió del Gran Est. L'any 2007 tenia 594 habitants.

## Demografia

### Població
El 2007 la població de fet d'Insming era de 594 persones. Hi havia 226 famílies, de les quals 56 eren unipersonals (28 homes vivint sols i 28 dones vivint soles), 67 parelles sense fills, 75 parelles amb fills i 28 famílies monoparentals amb fills.
La població ha evolucionat segons el següent gràfic:
Habitants censats

### Habitatges
El 2007 hi havia 265 habitatges, 236 eren l'habitatge principal de la família, 6 eren segones residències i 23 estaven desocupats. 209 eren cases i 54 eren apartaments. Dels 236 habitatges principals, 183 estaven ocupats pels seus propietaris, 46 estaven llogats i ocupats pels llogaters i 7 estaven cedits a títol gratuït; 3 tenien una cambra, 8 en tenien dues, 27 en tenien tres, 58 en tenien quatre i 140 en tenien cinc o més. 196 habitatges disposaven pel capbaix d'una plaça de pàrquing. A 88 habitatges hi havia un automòbil i a 113 n'hi havia dos o més.

### Piràmide de població
La piràmide de població per edats i sexe el 2009 era:
| Homes | Edats   | Dones |
| ----- | ------- | ----- |
| 0     | 95 o +  | 0     |
| 4     | 90 a 94 | 0     |
| 0     | 85 a 89 | 4     |
| 0     | 80 a 84 | 0     |
| 16    | 75 a 79 | 12    |
| 8     | 70 a 74 | 16    |
| 8     | 65 a 69 | 16    |
| 12    | 60 a 64 | 16    |
| 12    | 55 a 59 | 8     |
| 20    | 50 a 54 | 16    |
| 24    | 45 a 49 | 28    |
| 40    | 40 a 44 | 24    |
| 32    | 35 a 39 | 20    |
| 28    | 30 a 34 | 24    |
| 12    | 25 a 29 | 20    |
| 24    | 20 a 24 | 4     |
| 20    | 15 a 19 | 24    |
| 32    | 10 a 14 | 16    |
| 20    | 5 a 9   | 16    |
| 16    | 0 a 4   | 20    |

## Economia
El 2007 la població en edat de treballar era de 397 persones, 274 eren actives i 123 eren inactives. De les 274 persones actives 237 estaven ocupades (145 homes i 92 dones) i 38 estaven aturades (12 homes i 26 dones). De les 123 persones inactives 30 estaven jubilades, 26 estaven estudiant i 67 estaven classificades com a «altres inactius».

### Ingressos
El 2009 a Insming hi havia 230 unitats fiscals que integraven 581 persones, la mediana anual d'ingressos fiscals per persona era de 15.955 €.

### Activitats econòmiques
Dels 39 establiments que hi havia el 2007, 1 era d'una empresa extractiva, 2 d'empreses alimentàries, 11 d'empreses de comerç i reparació d'automòbils, 1 d'una empresa de transport, 4 d'empreses d'hostatgeria i restauració, 4 d'empreses financeres, 6 d'empreses de serveis, 9 d'entitats de l'administració pública i 1 d'una empresa classificada com a «altres activitats de serveis».
Dels 13 establiments de servei als particulars que hi havia el 2009, 3 eren oficines bancàries, 1 taller de reparació d'automòbils i de material agrícola, 2 perruqueries, 3 veterinaris i 4 restaurants.
Dels 5 establiments comercials que hi havia el 2009, 1 era una gran superfície de material de bricolatge, 1 una fleca i 3 sabateries.
L'any 2000 a Insming hi havia 5 explotacions agrícoles.

## Equipaments sanitaris i escolars
L'únic equipament sanitari que hi havia el 2009 era una farmàcia.
El 2009 hi havia 1 escola maternal integrada dins d'un grup escolar amb les comunes properes formant una escola dispersa i 1 escola elemental integrada dins d'un grup escolar amb les comunes properes formant una escola dispersa.

## Poblacions més properes
El següent diagrama mostra les poblacions més properes.